# غونتر شتاوت
غونتر شتاوت (بالألمانية: Günter Staudt)‏ (و. 1926 – 2008 م) هو عالم نبات، وأستاذ جامعي، وعالم وراثة ألماني، ولد في برلين، توفي في باد كروتسينغن، عن عمر يناهز 82 عاماً.